# Barbara Kasprzycka
Barbara Kasprzycka – polska dziennikarka, od 2016 zastępczyni redaktora naczelnego „Dziennika Gazety Prawnej”.

## Życiorys
Ukończyła studia na Wydziale Prawa i Administracji Uniwersytetu Warszawskiego. W latach 2002–2005 pisała dla „Gazety Wyborczej”.
W latach 2005–2006 była członkinią gabinetu politycznego ministra skarbu Andrzeja Mikosza. W resorcie pełniła funkcję rzecznika prasowego.
W latach 2006–2009 była dziennikarką „Dziennika Polska-Europa-Świat”.
W marcu 2009 została szefową działu „Społeczeństwo” w tygodniku „Wprost”. Od lutego do maja 2010 pełniła obowiązki zastępcy redaktora naczelnego. Rozstała się z tygodnikiem w maju 2010, gdy szefem redakcji został Tomasz Lis.
W 2011 dołączyła do redakcji „Dziennika Gazety Prawnej”. Początkowo była kierowniczką działu „Prawo”, w 2015 została szefową działów „Firma i prawo” oraz „Prawnik”. We wrześniu 2016 dołączyła do grona zastępców redaktora naczelnego. Od czerwca do sierpnia 2025 pełniła obowiązki redaktora naczelnego DGP.
W latach 2021–2022 zasiadała w jury nagrody Grand Press. W 2022 i 2024 zasiadała w kapitule nagrody im. Dariusza Fikusa.
Od 2023 jest wiceprzewodniczącą Rady Polskich Mediów.

## Twórczość
- Barbara Kasprzycka, Zbigniew Lew-Starowicz: Lew-Starowicz o kobiecie, Warszawa: Czerwone i Czarne, 2011, ISBN 978-83-770-0013-7.